# Lasionycta albinuda
Lasionycta albinuda är en fjärilsart som beskrevs av Smith 1903. Lasionycta albinuda ingår i släktet Lasionycta och familjen nattflyn. Inga underarter finns listade i Catalogue of Life.